# Melaleuca foliolosa
Melaleuca foliolosa är en myrtenväxtart som beskrevs av Allan Cunningham och George Bentham. Melaleuca foliolosa ingår i släktet Melaleuca och familjen myrtenväxter. Inga underarter finns listade i Catalogue of Life.